# Luis Mendez de Vasconcellos
Luis Mendez de Vasconcellos (Évora, 1542 - Malta, 7 maart 1623) werd verkozen tot de 55e grootmeester van de Maltezer Orde in 1622. Hij volgde daarmee Alof de Wignacourt op. Zijn grootmeesterschap duurde slechts een jaar, hij werd opgevolgd door Antoine de Paule.